# Orestias ispi
Orestias ispi är en fiskart som beskrevs av Lauzanne, 1981. Orestias ispi ingår i släktet Orestias och familjen Cyprinodontidae. Inga underarter finns listade i Catalogue of Life.